# Халине (Курський район)
Халине (рос. Халино) — присілок в Курському районі Курської області Російської Федерації.
Населення становить 2268 осіб. Входить до складу муніципального утворення Клюквинська сільрада.

## Історія
Населений пункт розташований на території українського етнічного та культурного краю Східна Слобожанщина.
Від 2004 року входить до складу муніципального утворення Клюквинська сільрада.

## Населення
| 2002 | 2010  |
| ---- | ----- |
| 2503 | ↘2268 |